# Gradaterebra sorrentensis
Gradaterebra sorrentensis é uma espécie de gastrópode do gênero Gradaterebra, pertencente a família Terebridae.

## Descrição
O comprimento da concha varia entre 6 mm a 8 mm.

## Distribuição
Este espécie marinha pode ser encontrada ao longo Austrália Ocidental.